# Lijst van coaches van het Frans voetbalelftal
Dit is een lijst van bondscoaches van het Frans voetbalelftal.

## Chronologisch
| Land               | Naam                       | Periode               | Prijzen                                  |
| ------------------ | -------------------------- | --------------------- | ---------------------------------------- |
| Vlag van Frankrijk | Robert Guérin              | 1904–1906             |                                          |
| Vlag van Frankrijk | André Espir & André Billy  | 1906–1908             |                                          |
| Vlag van Frankrijk | Henri Chailloux            | 1908–1914             |                                          |
| Vlag van Frankrijk | Gaston Barreau             | 1919–1955             |                                          |
| Vlag van Frankrijk | Albert Batteux             | 17/03/1955–05/05/1962 | WK 1958                                  |
| Vlag van Frankrijk | Henri Guérin               | 17/07/1962–20/07/1966 |                                          |
| Vlag van Frankrijk | José Arribas & Jean Snella | 28/09/1966–26/11/1966 |                                          |
| Vlag van Frankrijk | Just Fontaine              | 22/03/1967–03/06/1967 |                                          |
| Vlag van Frankrijk | Louis Dugauguez            | 17/09/1967–02/03/1969 |                                          |
| Vlag van Frankrijk | Georges Boulogne           | 05/03/1969–26/05/1973 |                                          |
| Vlag van Roemenië  | Ștefan Kovács              | 08/09/1973–15/11/1975 |                                          |
| Vlag van Frankrijk | Michel Hidalgo             | 27/03/1976–27/06/1984 | EK 1984                                  |
| Vlag van Frankrijk | Henri Michel               | 13/10/1984–22/10/1988 | OS 1984, WK 1986                         |
| Vlag van Frankrijk | Michel Platini             | 01/11/1988–02/07/1992 |                                          |
| Vlag van Frankrijk | Gérard Houllier            | 26/08/1992–17/11/1993 |                                          |
| Vlag van Frankrijk | Aimé Jacquet               | 17/12/1993–12/07/1998 | 1/2 finale EK 1996, WK 1998              |
| Vlag van Frankrijk | Roger Lemerre              | 27/07/1998–05/07/2002 | EK 2000, Confederations Cup 2001         |
| Vlag van Frankrijk | Jacques Santini            | 19/07/2002–30/06/2004 | Confederations Cup 2003                  |
| Vlag van Frankrijk | Raymond Domenech           | 12/07/2004–22/06/2010 | WK 2006                                  |
| Vlag van Frankrijk | Laurent Blanc              | 02/07/2010–30/06/2012 |                                          |
| Vlag van Frankrijk | Didier Deschamps           | 08/07/2012–heden      | EK 2016, WK 2018, Nations League 2020/21 |

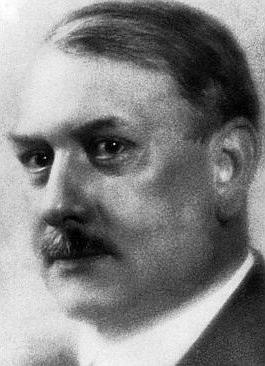
Robert Guérin (1904-1906)
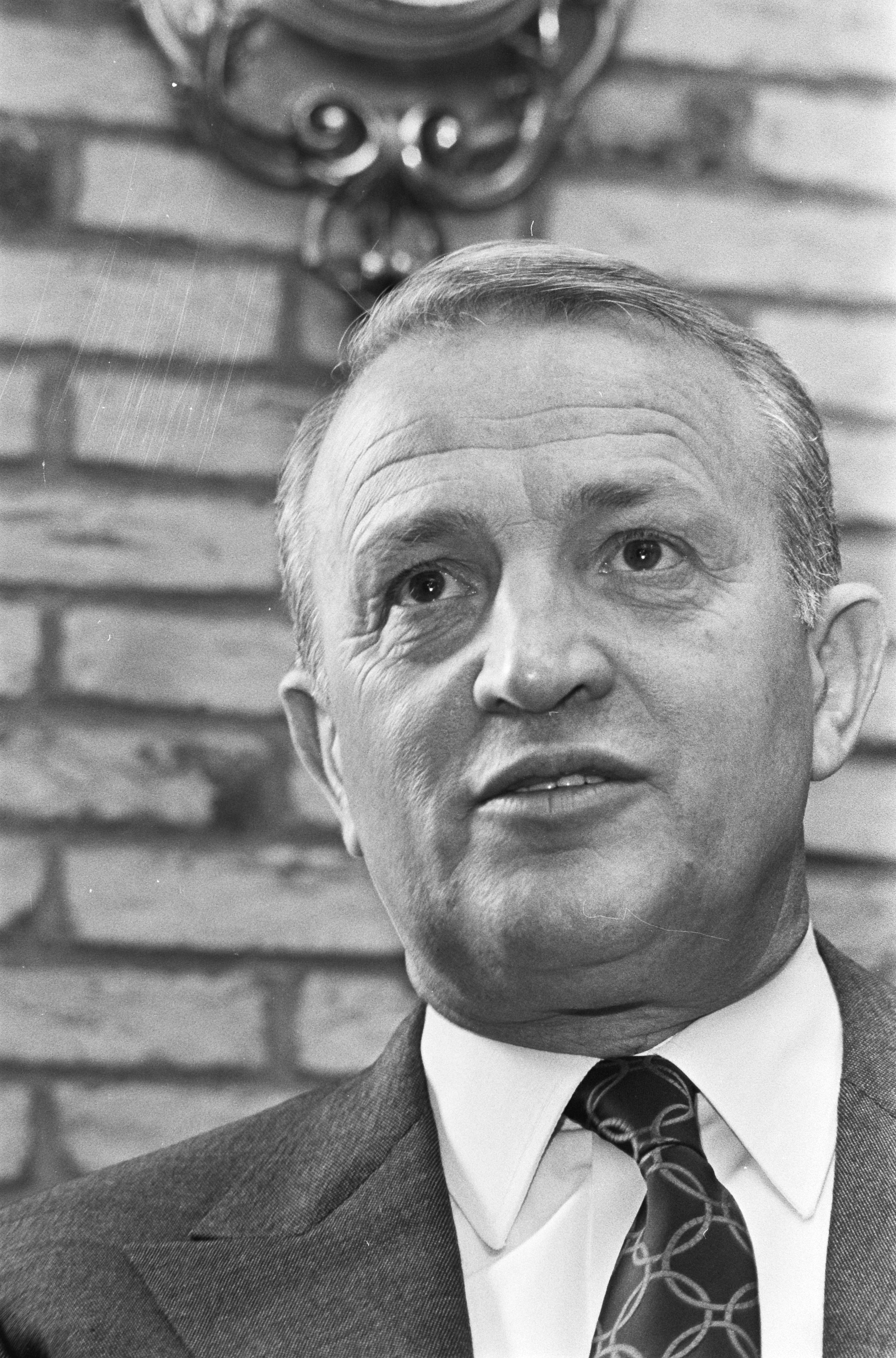
Ștefan Kovács (1973-1975)
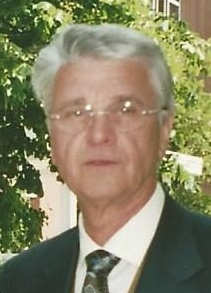
Aimé Jacquet (1993-1998)
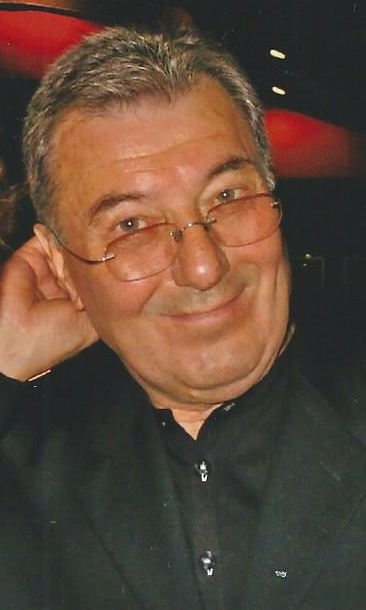
Roger Lemerre (1998-2002)
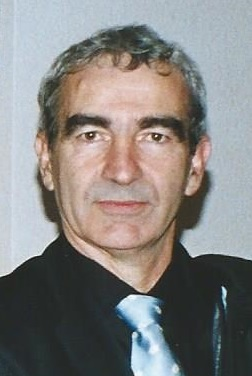
Raymond Domenech (2004-2010)
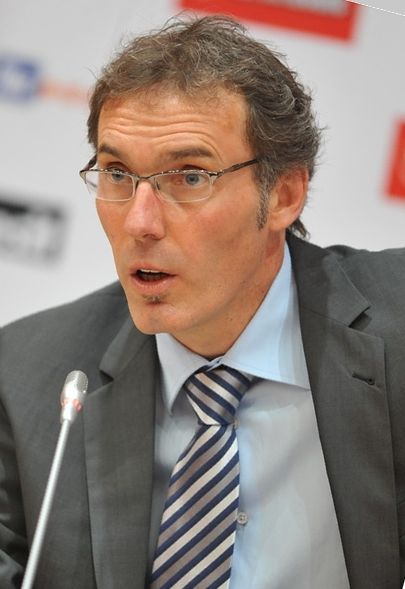
Laurent Blanc (2010-2012)
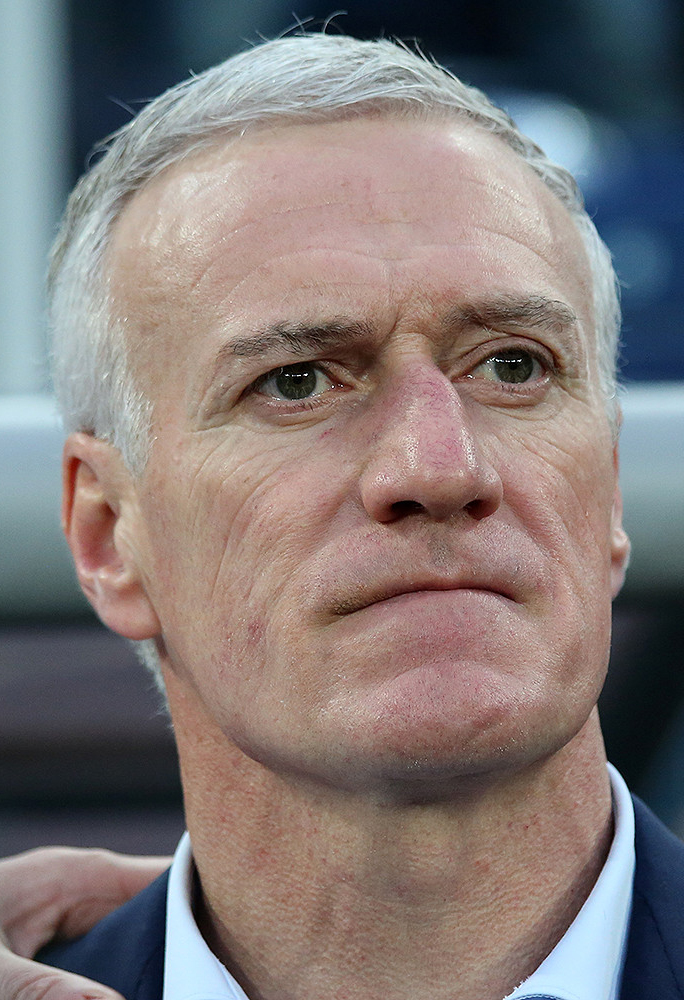
Didier Deschamps (2012-heden)

FFF · A-internationals · Selecties · Bondscoaches · Frans vrouwenelftal · Olympisch elftal · Frankrijk U21 · Frankrijk U20 · Frankrijk U19 · Frankrijk U18 · Frankrijk U17 · Frankrijk U16 · Vrouwen U17
1904 – 1919 ·
1920 – 1929 ·
1930 – 1939 ·
1940 – 1949 ·
1950 – 1959 ·
1960 – 1969 ·
1970 – 1979 ·
1980 – 1989 ·
1990 – 1999 ·
2000 – 2009 ·
2010 – 2019 ·
2020 – 2029
EK's: 1984 · 
1992 · 
1996 · 
2000 · 
2004 · 
2008 · 
2012 · 
2016 · 
2020 · 
2024
WK's: 1930 · 
1934 · 
1938 · 
1954 · 
1958 · 
1966 · 
1978 · 
1982 · 
1986 · 
1998 · 
2002 · 
2006 · 
2010 · 
2014 · 
2018 · 
2022
OS: 1900 · 
1908 · 
1920 · 
1924 · 
1948 · 
1952 · 
1960 · 
1968 · 
1976 · 
1984 · 
1996 · 
2020
1904 · 
1905 · 
1906 · 
1907 · 
1908 · 
1909 · 
1910 · 
1911 · 
1912 · 
1913 · 
1914 · 
1915 · 1916 · 1917 · 1918 · 
1919 · 
1920 · 
1921 · 
1922 · 
1923 · 
1924 · 
1925 · 
1926 · 
1927 · 
1928 · 
1929 · 
1930 · 
1931 · 
1932 · 
1933 · 
1934 · 
1935 · 
1936 · 
1937 · 
1938 · 
1939 · 
1940 · 1941  · 
1942 · 
1943 · 1944  · 
1945 · 
1946 · 
1947 · 
1948 · 
1949 · 
1950 · 
1951 · 
1952 · 
1953 · 
1954 · 
1955 · 
1956 · 
1957 · 
1958 · 
1959 ·
1960 · 
1961 · 
1962 · 
1963 · 
1964 · 
1965 · 
1966 · 
1967 · 
1968 · 
1969 ·
1970 · 
1971 · 
1972 · 
1973 · 
1974 · 
1975 · 
1976 · 
1977 · 
1978 · 
1979 ·
1980 · 
1981 · 
1982 · 
1983 · 
1984 · 
1985 · 
1986 · 
1987 · 
1988 · 
1989 · 
1990 · 
1991 · 
1992 · 
1993 · 
1994 · 
1995 · 
1996 · 
1997 · 
1998 · 
1999 · 
2000 · 
2001 · 
2002 · 
2003 · 
2004 · 
2005 · 
2006 · 
2007 · 
2008 · 
2009 · 
2010 · 
2011 · 
2012 · 
2013 · 
2014 · 
2015 · 
2016 · 
2017 · 
2018 ·
2019 ·
2020 ·
2021 ·
2022 ·
2023
Albanië ·
Algerije ·
Andorra ·
Argentinië ·
Armenië ·
Australië ·
Azerbeidzjan ·
België ·
Bolivia ·
Bosnië en Herzegovina ·
Brazilië ·
Bulgarije ·
Canada ·
Chili ·
China ·
Colombia ·
Costa Rica ·
Cyprus ·
Denemarken ·
Duitse Democratische Republiek ·
Duitsland ·
Ecuador ·
Egypte ·
Engeland ·
Estland ·
Faeröer ·
Finland ·
Georgië ·
Gibraltar ·
Griekenland ·
Honduras ·
Hongarije ·
Ierland ·
IJsland ·
Iran ·
Israël ·
Italië ·
Ivoorkust ·
Jamaica ·
Japan ·
Joegoslavië ·
Kameroen ·
Kazachstan ·
Koeweit ·
Kroatië ·
Letland ·
Litouwen ·
Luxemburg ·
Malta ·
Marokko ·
Mexico ·
Moldavië ·
Nederland ·
Nieuw-Zeeland ·
Nigeria ·
Noord-Ierland ·
Noorwegen ·
Oekraïne ·
Oostenrijk ·
Paraguay ·
Peru · 
Polen ·
Portugal ·
Roemenië ·
Rusland ·
Saoedi-Arabië ·
Schotland ·
Senegal ·
Servië ·
Slovenië ·
Slowakije ·
Sovjet-Unie ·
Spanje ·
Togo ·
Tsjechië ·
Tsjecho-Slowakije ·
Tunesië ·
Turkije ·
Uruguay ·
Verenigde Staten ·
Wales ·
Wit-Rusland ·
Zuid-Afrika ·
Zuid-Korea ·
Zweden ·
Zwitserland
Albanië (2016) ·
Argentinië (2018) ·
Argentinië (2022) ·
Australië (2018) · 
België (1904) · 
België (2018) · 
Brazilië (1998) · 
Brazilië (2006) · 
Denemarken (2002) · 
Denemarken (2018) ·
Duitsland (2014) · 
Duitsland (2021) · 
Ecuador (2014) · 
Engeland (1982) · 
Engeland (2012) · 
Engeland (2022) ·
Honduras (2014) · 
Hongarije (2021) · 
Italië (2000) · 
Italië (2006) · 
Italië (2008) · 
Japan (2001) · 
Kameroen (2003) · 
Koeweit (1982) · 
Kroatië (2018) · 
Marokko (2022) ·
Mexico (2010) · 
Nederland (2008) · 
Nigeria (2014) ·
Noord-Ierland (1982) · 
Oekraïne (2012) · 
Oostenrijk (1982) · 
Peru (2018) · 
Polen (1982) · 
Polen (2022) ·
Portugal (2006) · 
Portugal (2016) ·
Portugal (2021) ·
Roemenië (2008) ·
Roemenië (2016) ·
Senegal (2002) · 
Spanje (1984) ·
Spanje (2006) ·
Spanje (2012) ·
Spanje (2021) ·
Togo (2006) ·
Tsjecho-Slowakije (1982) ·
Uruguay (2002) ·
Uruguay (2010) ·
Uruguay (2018) ·
Zuid-Afrika (2010) ·
Zuid-Korea (2006) ·
Zweden (2012) ·
Zwitserland (2006) ·
Zwitserland (2014) ·
Zwitserland (2016) ·
Zwitserland (2021)